# Oxacis laeta
Oxacis laeta is een keversoort uit de familie schijnboktorren (Oedemeridae). De wetenschappelijke naam van de soort werd in 1878 gepubliceerd door Charles Owen Waterhouse.